# Extension of the Wish
Extension of the Wish is het debuutalbum van de Zweedse band Andromeda, uitgebracht in 2001 door Century Media.

## Track listing
1. The Words Unspoken – 5:28
2. Crescendo of Thoughts – 5:24
3. In the Deepest of Waters – 7:07
4. Chameleon Carnival – 4:59
5. Starshooter Supreme – 5:18
6. Extension of the Wish – 10:03
7. Arch Angel – 5:54

## Band
- Johan Reinholdz - gitaar
- Martin Hedin - keyboard
- Thomas Lejon - drum
- Gert Daun - basgitaar
- Lawrence Mackrory - sessiezanger